# Ambalahosy Nord
Ambalahosy Nord est une commune rurale malgache située dans la région de Vatovavy.